# Johann Gottfried Martens
Johann Gottfried Martens (* 25. November 1786 in Wismar; † 21. Februar 1864 in Wismar) war ein deutscher Schiffsklarierer und Kaufmann sowie Mitinitiator des Wismarer Friedhofs.

## Biografie
Martens war erfolgreich als Schiffsklarierer und Kaufmann in Wismar tätig. 
Er hat sich als Mitglied der Friedhofskommission für den Bau und Ausbau des Friedhofs in Wismar nachhaltig eingesetzt. 1831, nach der Einweihung des Friedhofs an der Grenze der Altstadt, rief er die Bürger dazu auf, Sträucher und Bäume aus ihren Gärten zur Verschönerung zu spenden. Nach Plänen des Architekten I. G. Borgward erfolgte die gärtnerische Gestaltung. 
Martens war am Entwurf des Wohn- und Leichenwärterhauses von 1832 am Rasenrondell beteiligt. Er plante 1832 auch für sich und seine Familie die neoklassizistische schlichte Grabkapelle als östliche Begrenzung des Friedhofs. Bemerkenswert ist das Portal mit der zweiflügligen Metalltür, verziert mit christlichen und antiken Symbolen. Die Martenskapelle als großes Mausoleum wurde 1994 restauriert. Unter seinen Zeitgenossen war Martens mitunter durch seine groben Scherze bekannt.
Der Friedhof mit der Grabkapelle Martens und vielen Grabstätten steht unter Denkmalschutz.
Der Architektur- und Landschaftsmaler Theodor Martens war sein Sohn.